# París-Roubaix 1981
La París-Roubaix 1981 fou la 79a edició de la París-Roubaix. La cursa es disputà el 12 d'abril de 1981 i fou guanyada pel francès Bernard Hinault, que s'imposà a l'esprint en l'arribada a Roubaix i que d'aquesta manera posava punt final al domini exercit per Francesco Moser en les tres edicions anteriors.
Des que el 1956 Louison Bobet guanyà la cursa cap altre ciclista francès l'havia guanyat.

## Classificació final
|    | Ciclista            | Equip                   | Temps      |
| -- | ------------------- | ----------------------- | ---------- |
| 1  | Bernard Hinault     | Renault-Elf-Gitane      | 6h 26' 07" |
| 2  | Roger de Vlaeminck  | Daf-Cote d'Or-Gazelle   | m. t.      |
| 3  | Francesco Moser     | Famcucine-Moser         | m. t.      |
| 4  | Guido van Calster   | Wickes-Splendor         | m. t.      |
| 5  | Marc Demeyer        | Capri Sonne-Koga Miyata | m. t.      |
| 6  | Hennie Kuiper       | Daf-Cote d'Or-Gazelle   | m. t.      |
| 7  | Ferdi van den Haute | La Redoute              | + 1' 01"   |
| 8  | René Bittinger      | Miko-Mercier-Vivagel    | m. t.      |
| 9  | Jean Chassang       | Puch-Wolber             | + 2' 09"   |
| 10 | Fons de Wolf        | Vermeer-Thijs-Gios      | + 2' 35"   |